# Codex Vaticanus Graecus 2061
De Codex Vaticanus 2061 (Gregory-Aland no. 048, von Soden α 1070) is een Bijbelhandschrift, dat dateert uit de 5e eeuw. Het is geschreven met hoofdletters (uncialen) op perkament.

## Beschrijving
De gehele Codex bestaat uit 21 bladen (30 x 27 cm). De tekst is geschreven in drie kolommen per pagina, 40-41 regels per pagina.
De Codex bevat de complete tekst van de Handelingen van de Apostelen, de algemene zendbrieven en de brieven van Paulus. Het aan Euthalius toegeschreven voetnotenapparaat ontbreekt.
Het is een dubbele palimpsest: over de Bijbelse tekst is tweemaal een andere tekst heen geschreven, waardoor de tekst erg moeilijk te lezen is. De bovenste tekstlaag bevat de Homilieën van Gregorius Nazianzus uit de tiende eeuw.
De Codex geeft de Alexandrijnse tekst weer. Kurt Aland plaatste de codex in categorie II.
De Codex werd onderzocht door Montfaucon, Bianchini, Pierre Batiffol, en Gregory.
Het handschrift bevindt zich in de Biblioteca Apostolica Vaticana (Gr. 2061).